# Bougainvillefluiter
De bougainvillefluiter (Pachycephala richardsi) is een zangvogel uit de familie Pachycephalidae (dikkoppen en fluiters).  De soort werd eerder beschouwd als een ondersoort van  de guadalcanalfluiter (P. implicata).

## Kenmerken
De vogel is gemiddeld 16,5 cm lang en weegt 33 tot 38 g. Het mannetje heeft een zwarte kop en borst en is van boven olijfkleurig, bijna geel en is op de buik heldergeel. Het vrouwtje is niet zwart maar bleekgrijs op de borst. De soort heeft een donkerbruin oog, zwarte snavel en donkergrijze poten.

## Verspreiding en leefgebied
Deze soort is een endemische vogelsoort op het eiland Bougainville. Het leefgebied bestaat uit montaan bos en nevelwoud tussen de 1200 en 2000 m boven de zeespiegel.

## Status
De grootte van de populatie is niet gekwantificeerd maar de soort wordt omschreven als doorgaans schaars maar plaatselijk soms algemeen. Op de Rode lijst van de IUCN heeft deze soort de status niet bedreigd.